# Carmen Herrera
María del Carmen Herrera Gómez –conocida como Carmen Herrera– (Málaga, 26 de septiembre de 1974) es una deportista española que compitió en judo adaptado. Campeona paralímpica, mundial y europea.

## Biografía
Debido a su albinismo, Carmen Herrera tiene una deficiencia visual severa con la que convive desde nacimiento. A los 21 años se centró en la práctica del yudo tras probar múltiples deportes, Participó en numerosas competiciones tanto en yudo paralímpico como integrada en competiciones convencionales.
Herrera es una de las únicas dos judocas en ganar tres oros en los Juegos Paralímpicos, y una de los únicos cuatro judocas en ganar tres oros en Juegos Olímpicos o Paralímpicos.

## Palmarés internacional
Ganó tres medallas en los Juegos Paralímpicos de Verano entre los años 2004 y 2012.
| Juegos Paralímpicos       | Juegos Paralímpicos        | Juegos Paralímpicos | Juegos Paralímpicos |
| Año                       | Lugar                      | Medalla             | Categoría           |
| ------------------------- | -------------------------- | ------------------- | ------------------- |
| 2004                      | Atenas (Grecia)            | Medalla de oro      | –70 kg              |
| 2008                      | Pekín (China)              | Medalla de oro      | –70 kg              |
| 2012                      | Londres (Reino Unido)      | Medalla de oro      | –70 kg              |
| Campeonato del Mundo IBSA |                            |                     |                     |
| 1998                      | Madrid (España)            | Medalla de bronce   | –70 kg              |
| 2001                      | Río de Janeiro (Brasil)    | Medalla de oro      | –63 kg              |
| 2002                      | Roma (Italia)              | Medalla de plata    | –78 kg              |
| 2006                      | Brommat (Francia)          | Medalla de plata    | –70 kg              |
| 2007                      | Sao Paulo (Brasil)         | Medalla de oro      | –70 kg              |
| 2011                      | Antalya (Turquía)          | Medalla de oro      | –70 kg              |
| Campeonato Europeo IBSA   |                            |                     |                     |
| 1999                      | Mittersill (Austria)       | Medalla de oro      | –70 kg              |
| 2001                      | Ufá (Rusia)                | Medalla de oro      | –70 kg              |
| 2005                      | Vlaardingen (Países Bajos) | Medalla de oro      | –70 kg              |
| 2007                      | Bakú (Azerbaiyán)          | Medalla de bronce   | –70 kg              |
| 2009                      | Debrecen (Hungría)         | Medalla de bronce   | –70 kg              |

## Resultados por años

### Años 1996-1999
El 7 de abril de 1996 Carmen debutó internacionalmente en el Torneo International de Judo de Marly-la-Ville (Francia) Tres meses después, estuvo en la concentración preolímpica del equipo nacional de yudo, previa a los Juegos Paralímpicos de Atlanta 1996. Aquel equipo fue el primer referente de su carrera deportiva, cuatro años después de los Juegos Paralímpicos de Barcelona 1992.
En 1998 logra la medalla de bronce en el Campeonato Mundial IBSA en Madrid. En 1999 subió por primera vez a lo más alto del pódium en el Europeo de Mittersill (Austria), al ganar el oro en la categoría de –70 kg, categoría en la que se estrenaba después de competir con las más pesadas en +70 kg hasta entonces.

### Años 2000-2004
Con la mirada puesta en acudir a unos Juegos Paralímpicos, Carmen vio como Sídney 2000 pasaba de largo. Habría de esperar a la siguiente cita olímpica, Atenas 2004, ya que el yudo femenino fue parte del programa paralímpico por primera vez en esta edición de los Juegos.
El año 2000 marcó la trayectoria de Carmen Herrera pues, bajo la dirección técnica del que desde entonces sería su entrenador, Francisco Rodríguez, se integró en competiciones oficiales de yudo convencional y unos meses después competía con judocas sin discapacidad visual. Al año siguiente consiguió por primera vez el pase para la fase final absoluta del Campeonato de España ABS Ciudad de Vigo 2001, y en los años sucesivos compitió en otros seis campeonatos absolutos, así como numerosos campeonatos y torneos convencionales. En 2001 ganaba el Oro en la I Copa del Mundo Río 2001, (Brasil)
En el Campeonato del Mundo IBSA Roma 2002, Carmen volvió a la categoría de +70 kg y consiguió la medalla de plata, resultado con el que acudiría al Campeonato del Mundo y Preolímpico, Quebec 2003, donde se disputaban las plazas para el yudo en los Juegos Paralímpicos de Atenas 2004.
Sin embargo, la judoca fue excluida de la selección española que fue a Canadá para pelear por las clasificaciones. Entonces, inició un periodo de selección de seis meses en los que debía asegurar, frente a varias aspirantes, la presencia en la cita olímpica. Tres meses antes del comienzo de los Juegos, Carmen conseguía el billete a Atenas 2004 en la categoría de menos de 70 kg.

### Atenas 2004
En la capital griega, Carmen no constaba entre las favoritas debido a la ausencia en el torneo preolímpico de 2003, por lo que la española dio la sorpresa el 20 de septiembre, en el estadio Olympic Ano Liossia, cuando en cuartos de final superó a Hungría, anterior campeona del mundo, optando así a la lucha por las medallas.
En el siguiente combate la española ganaba a la representante de Rusia, subcampeona del mundo el año anterior, y pasaba a la final ante Estados Unidos a quien derrotó por ‘waza-ari’ e ‘ippon’ a los cuatro minutos de combate, consiguiendo la medalla de oro para el yudo paralímpico español.

### Años 2005-2008
Al regreso de Atenas, recibió múltiples premios y reconocimientos, entre ellos el título de Hija Predilecta de Alhaurín de la Torre.
En los años siguientes Carmen ganó el oro en el Europeo de Holanda 2005 y la plata en el Campeonato del Mundo Brommat 2006, (Francia), después de perder la final ante Hungría, y en 2007 alcanzó el bronce en el Europeo de Bakú (Azerbaiyán).
Tres meses más tarde, ganó la medalla de oro en el Campeonato del Mundo y Preolímpico IBSA São Paulo 2007. Gracias a esta victoria, Herrera conseguía la clasificación necesaria para disputar los Juegos Paralímpicos de Pekín 2008, y el 28 de febrero de 2008 era distinguida con la Medalla de Andalucía por su "exitosa carrera deportiva" en la que destacaban la medalla de oro en los Juegos Paralímpicos de Atenas 2004, el Campeonato del Mundo en los Juegos Mundiales para Ciegos y Deficientes Visuales de 2007, y ser varias veces Campeona de Europa y Campeona de España.

### Pekín 2008
Con el pase a los Juegos Paralímpicos de Pekín 2008 asegurado, Carmen se situaba como una de las favoritas para hacerse con la medalla de oro en la categoría de menos de 70 kg.
El 9 de septiembre, en la última jornada del torneo de yudo en el Gimnasio de los Trabajadores de Pekín, comenzaba la competición como cabeza de serie en su grupo. La malagueña accedía a cuartos de final enfrentándose a Estados Unidos en un combate rápido que ganó con autoridad por ippon.
Pero el siguiente combate contra Holanda se complicaba en el segundo minuto, debido a una sanción por pasividad contra la española, no obstante, la judoca malagueña terminó ganando el pase a la final, gracias a la consecución de un ‘yuko’ a favor un minuto antes de terminar el tiempo reglamentario.
En la final, la esperaba la representante de México que se había impuesto en semifinales a Rusia. Después de un disputado combate a brazo partido y de gran movilidad sobre las cuatro esquinas del tatami, ambas sin ceder la iniciativa en la pelea, la española consiguió batir a su rival con un ‘Uchi mata’, que le dio la victoria por ‘ippon’, ganando así su segunda presea dorada en unos Juegos Paralímpicos.

### Años 2009-2012
Tras unos meses de descanso, Carmen se planteó el objetivo de continuar hasta Londres 2012. El 22 de abril de 2009 fue galardonada con la más alta distinción que se otorga al deporte en España, la Medalla de Oro de la Real Orden del Mérito Deportivo, entregada por SS.MM. los Reyes en atención a sus méritos, circunstancias y trayectoria deportiva.
En junio de 2009, se quedaba con el bronce en el Campeonato de Europa Debrecen 09, (Hungría), y al año siguiente participó en el Mundial Antalya 2010, donde sufrió una grave lesión de rodilla nada más comenzar el primer combate, que la tuvo apartada de los entrenamiento durante cuatro meses.
Después de aquel mal trago y con la clasificación para los Juegos dependiendo de los resultados en Mundiales y Europeos, era necesario para Herrera obtener un metal en las siguientes citas. A finales de 2010 deja su Málaga natal y se marcha al Centro de Alto Rendimiento de Madrid, permaneciendo hasta los Juegos de Londres, en la residencia Joaquín Blume.
El 2 de abril de 2011 ganó la medalla de oro en los Juegos Mundiales IBSA de Antalya, que repetían sede en Turquía. Ese logro casi le aseguraba el pase a Londres 2012, pero unos meses después, en noviembre de ese año, alcanzó un quinto puesto en el Europeo de Crawley (Inglaterra), un resultado discreto que, aun así, contribuyó a completar en el ranking internacional, la clasificación para los que serían sus terceros Juegos Paralímpicos.

### Londres 2012
Los Juegos Paralímpicos de Londres 2012 comenzaron el 29 de agosto y clausuraron el 9 de septiembre. La competición de yudo tuvo lugar en el Pabellón North Arena 2, del Complejo Excel, desde el día 30 de agosto hasta el 1 de septiembre, tres días en los que se disputaban todas las medallas correspondientes a cada categoría de peso.
El 1 de septiembre Carmen Herrera inició su concurso en la categoría de menos de 70 kg. con un triunfo en los cuartos de final por cuatro ’yukos’ a favor ante México, con quien ya había disputado el oro en la final de Pekín 2008. Posteriormente la española se impuso en las semifinales a China en un áspero combate que ganó por un yuko a favor durante el tiempo reglamentario del encuentro.
En el combate final Herrera se midió con Rusia, segunda en el ranking mundial y bronce en los Juegos Paralímpicos de Pekín 2008, que ganó en semifinales a Hungría.
La española se mostró muy competitiva desde el principio, mientras que su rival era amonestada por falta de combatividad. Herrera consiguió entonces un ‘yuko’ y, posteriormente, dos waza-ari a favor que le dieron la victoria por ippon a falta de poco menos de dos minutos para la conclusión, consiguiendo así la medalla de oro por tercera vez consecutiva en unos Juegos paralímpicos.
S.A.R. la Infanta Doña Elena, que presenció la final por la medalla de oro junto al embajador de España en el Reino Unido y otras autoridades, fue la encargada de coronar a la judoca en la entrega de medallas.
Con esta victoria Carmen consiguió su tercer oro, y ha conseguido en tres Juegos, tres oros, ganándose por ello el apodo de “la walkiria del Sur".

## Distinciones
- Medalla de Oro de la Real Orden al Mérito Deportivo,[48] concedida en acto solemne presidido por sus SS.MM. los Reyes el 22 de abril de 2009 en atención a los méritos, circunstancias y trayectoria durante una larga y provechosa carrera deportiva.
- Medalla de Andalucía,[49] galardón otorgado el 28 de febrero de 2008, día de la comunidad, por la Junta de Andalucía en reconocimiento a una trayectoria deportiva en la que por sus logros contribuye a la promoción del deporte femenino en Andalucía y es un referente de la mujer de hoy.[50]
- La concesión del título de Hija Predilecta del pueblo de Alhaurín de la Torre en el año 2005 como reconocimiento de su pueblo a la medalla de oro conseguida en los JJ. PP. de Atenas 2004.

## Semblanza social
Junto a su carrera deportiva, Carmen también ha dedicado parte de su agenda a la informática en sus estudios de formación profesional.
Las artes plásticas y el diseño, han sido otra de las ocupaciones de Carmen Herrera, así como las nuevas tecnologías, el software libre y su aplicación y uso en la vida diaria.